# Municipio de Pike (condado de Clearfield)
El municipio de Pike (en inglés: Pike Township) es un municipio ubicado en el condado de Clearfield en el estado estadounidense de Pensilvania. En el año 2000 tenía una población de 2.309 habitantes y una densidad poblacional de 21.9 personas por km².

## Geografía
El municipio de Pike se encuentra ubicado en las coordenadas 41°00′30″N 78°29′55″O / 41.00833, -78.49861.

## Demografía
Según la Oficina del Censo en 2000 los ingresos medios por hogar en la localidad eran de $37,321 y los ingresos medios por familia eran de $40,959. Los hombres tenían unos ingresos medios de $28,456 frente a los $20,142 para las mujeres. La renta per cápita de la localidad era de $15,670. Alrededor del 9% de la población estaba por debajo del umbral de pobreza.